# مناهضة مستقبل نمدا

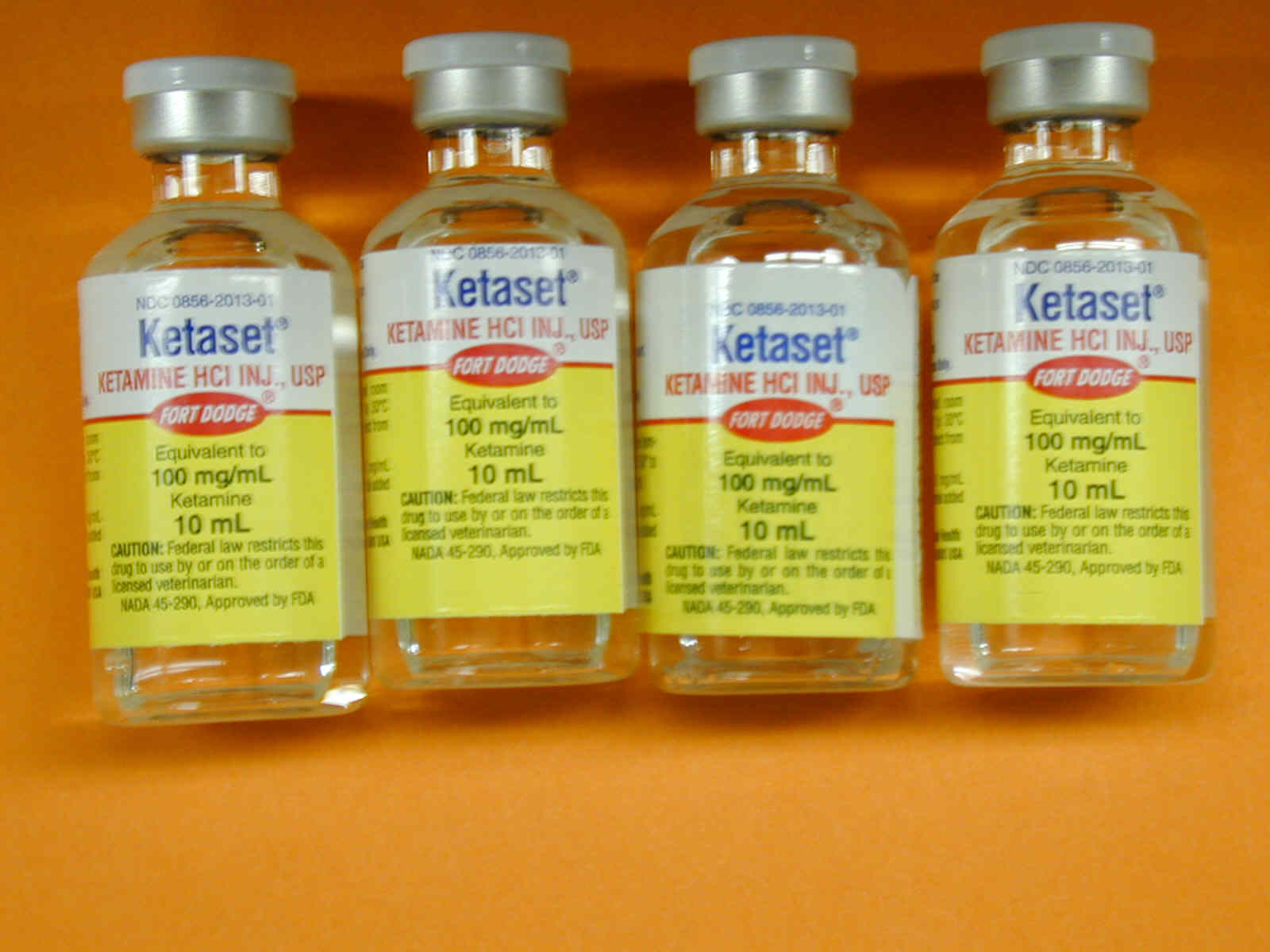
كيتامين أحد أكثر منهضات مستقبل نمدا شيوعا.

مناهضات مستقبل نمدا (بالإنجليزية: NMDA receptor antagonist)‏ هي قسم من العقاقير التي تعمل على مناهضة، أو تثبيط عمل مستقبل N-ميثيل-D-حمض الأسبارتيك (مستقبل نمدا). وهي شائعة الاستخدام كمخدرات للحيوانات والبشر، ويشار إلى حالة التخدير التي تُحدثها بالتخدير التفارقي.
تعمل العديد من أفيونات المفعول الاصطناعية بشكل إضافي كمناهضات لمستقبل نمدا مثل: بيثيدين، ليفورفانول، ميثادون، ديكستروبربوكسيفين، ترامادول، وكيتوبيميدون.
بعض مناهضات مستقبل نمدا مثل كيتامين، ديكستروميثورفان، فينسيكليدين، ميثوكسيتامين وأكسيد النيتروس هي عقارات استجمامية تُتعاطى من أجل خصائصها التفارقية، المسببة للهلوسة والابتهاج. وحين تُستخدم للترفيه والترويح فإنها تُصنف على أنها عقارات تفارقية.

## الاستخدامات والتأثيرات
تُحدث مناهضات مستقبل نمدا حالة تسمى تخديرا تفارقيا، من علاماته التخشب وفقدان الذاكرة وسكون الألم. الكيتامين هو مخدر موصى به لمرضى الحالات المستعجلة الذين لا يُعرف تاريخهم الطبي وفي علاج ضحايا الحروق لأنه يُخفض التنفس ودوران الدم بشكل أقل من المخدرات الأخرى. ديكسترورفان وهو مستقلب لديكستروميثورفان (أحد مثبطات السعال الأكثر استعمالا في العالم) معروف بأنه مناهضة لمستقبل نمدا.
ترتبط وظيفة مستقبل نمدا المثبطة بمجموعة من الأعراض السلبية، على سبيل المثال: قصور وظيفة مستقبل نمدا الذي يحدث مع تشيخ الدماغ، يمكن أن يكون مسؤولا جزئيا على قصور الذاكرة المرتبط بتقدم السن. يمكن أن يكون الفصام نتيجة لوظيفة مستقبلات نمدا مضطربة وغير منتظمة (فرضية الغلوتامات لمرض الفصام). يمكن أن تزيد المستويات الزائدة من مناهضة مستقبل نمدا أخرى هي حمض الكينورينيك من أعراض الفصام وذلك تبعا «للفرضية الكينورينيكية». يمكن أن تحاكي مناهضات مستقبل نمدا هذه المشاكل، فهي تُحدث أحيانا أعراض تأثيرات جانبية «محاكية للذهان» تشبه الذهان. من هذه التأثيرات الجانبية التي تحدث بواسطة مثبطات مستقبل نمدا: الهلوسة، الاضطراب الوهامي، التشوش الذهني، صعوبات في الانتباه، هياج، تقلبات في المزاج، كوابيس، شذوذ الحركة،  الرنح، التخدير وقصور في التعلم والذاكرة.